# Gmina Fushë-Arrëz
Gmina Fushë-Arrëz (alb. Bashkia Fushë-Arrëz) – gmina miejska położona w północno-zachodniej części kraju. Administracyjnie należy do okręgu Puka w obwodzie Szkodra. Jej powierzchnia wynosi 3106 ha. W 2012 roku populacja wynosiła 5110 mieszkańców. 
W skład gminy wchodzą cztery miejscowości: Fushë-Arrëz, Prrez, Micoj, Lumardhë.